# Urus-Martan
Urus-Martan (ros. Уру́с-Марта́н, czecz. ХӀалхӀа, Halha-Marta) – miasto w Rosji, w Czeczenii. Liczy 63 tys. mieszkańców (2021). Powierzchnia miasta wynosi 30 km². Stolica rejonu urus-martanowskiego i ośrodek przemysłowy położony na wysokości 230 m n.p.m.
W rejonie Urus-Martan, we wsi Komsomolskoje (ros. Комсомольское) w 1964 przyszedł na świat czeczeński dowódca wojskowy i polityk, Rusłan Gełajew.